# Mistrzostwa Świata w Piłce Nożnej 1938
Mistrzostwa Świata w Piłce Nożnej 1938 – 3. edycja mistrzostw świata w piłce nożnej mężczyzn, rozegrana we Francji w dniach 4–19 czerwca 1938, w której wzięło udział 15 reprezentacji narodowych (z 16 zakwalifikowanych), w tym po raz pierwszy w historii Polska. Zmagania przeprowadzony wyłącznie klasycznym systemem pucharowym, tj. jeden mecz w parze, a przegrywający odpadał z dalszej rywalizacji (w przypadku remisu po dogrywce odbywało się drugie spotkanie pomiędzy zainteresowanymi drużynami). Zwycięzcami imprezy zostali Włosi (po raz drugi), broniąc tytuł wywalczony w 1934.
Zawody zorganizowano w cieniu nadciągającej II wojny światowej. Kilka miesięcy wcześniej, wskutek Anschlussu, przestała istnieć Austria. Większość jej zawodników zagrała w reprezentacji Niemiec, która była przez to postrzegana jako jeden z faworytów.
Turniej miał również bardziej egzotycznych uczestników – ze strefy CONCACAF zakwalifikowali się (bez gry zresztą) Kubańczycy, którzy zapisali się w historii sensacyjnym wyeliminowaniem Rumunii. Natomiast z Azji po wycofaniu się Japonii z eliminacji przybyła jedyna chętna ekipa Indii Holenderskich (obecnie Indonezja).
Podobnie jak cztery lata wcześniej, turniej zdominowali Włosi, którzy w tamtym czasie zwyciężyli również na berlińskich Igrzyskach Olimpijskich w 1936 r. Jednak sukces nie przyszedł im łatwo. Szczególnie trudny okazał się dla nich półfinałowy mecz z Brazylią, która po raz pierwszy pokazała swój kunszt i potencjał piłkarski.

## Składy drużyn

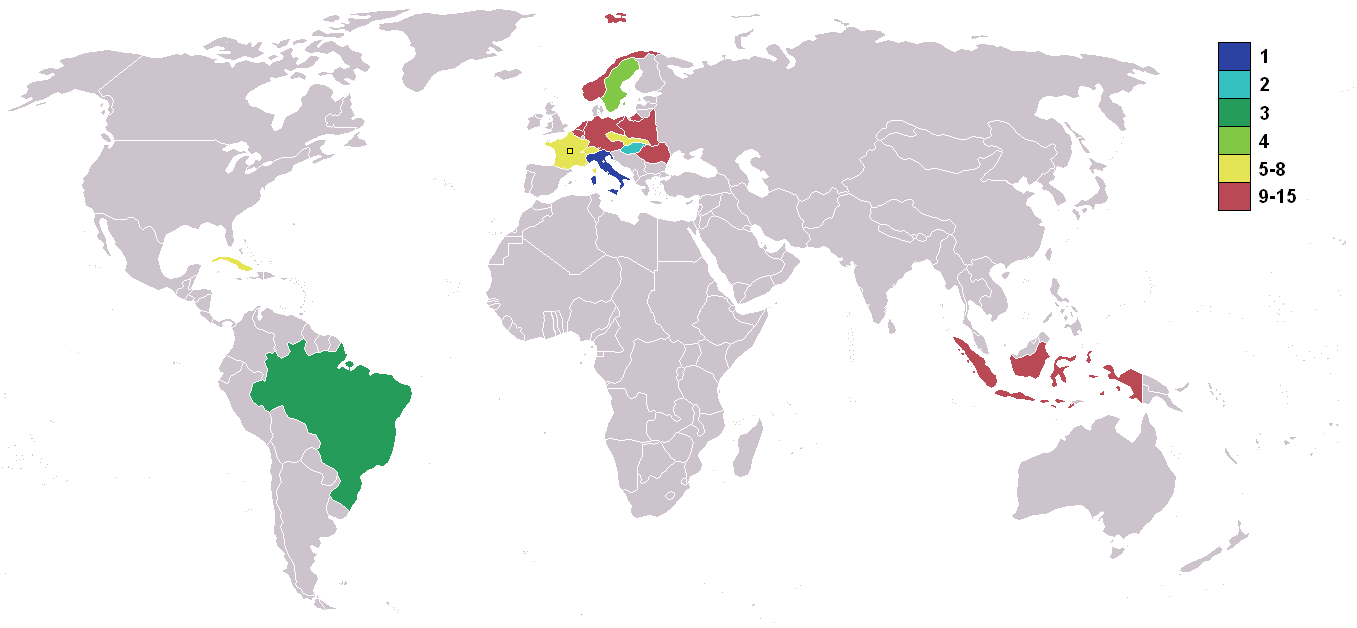
Państwa, uczestnicy Mistrzostw Świata w 1938 r.

## Eliminacje
Na MŚ 1938 zakwalifikowały się:
| Drużyna                      | Grupa kwalifikacyjna | Strefa kwalifikacyjna | Liczba występów do tej pory | Najlepszy wynik    | Ostatni występ |
| ---------------------------- | -------------------- | --------------------- | --------------------------- | ------------------ | -------------- |
| III Rzesza                   | 1                    | UEFA                  | 1                           | III miejsce (1934) | 1934           |
| Szwecja                      | 1 (2)                | UEFA                  | 1                           | ćwierćfinał (1934) | 1934           |
| Norwegia                     | 2                    | UEFA                  | debiutant                   | debiutant          | debiutant      |
| Polska                       | 3                    | UEFA                  | debiutant                   | debiutant          | debiutant      |
| Rumunia                      | 4                    | UEFA                  | 2                           | 1/8 finału (1934)  | 1934           |
| Szwajcaria                   | 5                    | UEFA                  | 1                           | ćwierćfinał (1934) | 1934           |
| Czechosłowacja               | 7                    | UEFA                  | 1                           | II miejsce (1934)  | 1934           |
| Węgry                        | 6 (runda 2)          | UEFA                  | 1                           | ćwierćfinał (1934) | 1934           |
| Holandia                     | 9                    | UEFA                  | 1                           | 1/8 finału (1934)  | 1934           |
| Belgia                       | 9 (2)                | UEFA                  | 2                           | 1/8 finału (1934)  | 1934           |
| Francja                      | gospodarz            | UEFA                  | 2                           | 1/8 finału (1934)  | 1934           |
| Włochy                       | mistrz świata 1934   | UEFA                  | 1                           | mistrzostwo (1934) | 1934           |
| Brazylia                     | 10                   | CONMEBOL              | 2                           | 1/8 finału (1934)  | 1934           |
| Kuba                         | 11                   | CONCACAF              | debiutant                   | debiutant          | debiutant      |
| Holenderskie Indie Wschodnie | 12                   | AFC                   | debiutant                   | debiutant          | debiutant      |

## Stadiony
- Stade du Fort Carré, Antibes
- Parc Lescure, Bordeaux
- Stade Municipal, Hawr
- Stade Victor Boucquey, Lille
- Stade Vélodrome, Marsylia
- Parc des Princes, Paryż
- Stade Olimpique de Colombes, Paryż
- Stade Auguste Delaune, Reims
- Stade de la Meinau, Strasburg
- Stade Chapou, Tuluza
- Stade de Gerland, Lyon (jedyny mecz, który miał się odbyć na tym stadionie został odwołany)

## 1/8 finału
| 4 czerwca 1938 18:00 | III Rzesza · Gauchel 29' | 1:1 (dog.)1:1, 1:1, 1:1 | Szwajcaria · 43' Abegglen | Parc des Princes, Paryż Widzów: 27 152 Sędzia: Jan Langenus |
|                      | kartki: · Pesser 96'     |                         |                           |                                                             |

| 5 czerwca 1938 17:00 | Węgry · Kohut 14' · Toldi 16' · Sárosi 28', 89' · Zsengellér 35', 76' | 6:04:0 | Holenderskie Indie Wschodnie | Vélodrome Municipal, Reims Widzów: 9000 Sędzia: Roger Conrié |
|                      |                                                                       |        |                              |                                                              |

| 5 czerwca 1938 | Szwecja | wo. | Austria | Stade de Gerland, Lyon |
|                |         |     |         |                        |

| 5 czerwca 1938 17:00 | Kuba · Socorro 44', 103' · Magriña 69' | 3:3 (dog.)3:3, 2:2, 1:1 | Rumunia · 35' Bindea · 88' Barátky · 105' Dobay | Stade Chapou, Tuluza Widzów: 7000 Sędzia: Giuseppe Scarpi |
|                      |                                        |                         |                                                 |                                                           |

| 5 czerwca 1938 17:00 | Francja · Veinante 1' · Nicolas 16', 69' | 3:12:1 | Belgia · 38' Isemborghs | Stade Olympique de Colombes, Paryż Widzów: 30 454 Sędzia: Hans Wüthrich |
|                      |                                          |        |                         |                                                                         |

| 5 czerwca 1938 17:00 | Włochy · Ferraris 2' · Piola 94' | 2:1 (dog.)2:1, 1:1, 1:0 | Norwegia · 83' Brustad | Stade Vélodrome, Marsylia Widzów: 19 000 Sędzia: Alois Beranek |
|                      |                                  |                         |                        |                                                                |

| 5 czerwca 1938 17:30 | Brazylia · Leônidas 18', 93', 104' · Romeu 25' · Perácio 44', 71' | 6:5 (dog.)6:4, 4:4, 3:1 | Polska · 23' (k) Scherfke · 53', 59', 89', 118' Wilimowski | Stade de la Meinau, Strasbourg Widzów: 13 452 Sędzia: Ivan Eklind |
|                      |                                                                   |                         |                                                            |                                                                   |

| 5 czerwca 1938 18:30 | Czechosłowacja · Košťálek 93' · Nejedlý 111' · Zeman 118' | 3:0 (dog.)1:0, 0:0, 0:0 | Holandia | Stade Municipal, Le Havre Widzów: 11 000 Sędzia: Lucien Leclerq |
|                      |                                                           |                         |          |                                                                 |

### Mecze powtórzone
| 9 czerwca 1938 18:00 | III Rzesza · Hahnemann 8' · Lörtscher 22' (sam.) | 2:42:1 | Szwajcaria · 42' Walaschek · 64' Bickel · 75', 78' Abegglen | Parc des Princes, Paryż Widzów: ~22 000 Sędzia: Ivan Eklind |
|                      |                                                  |        |                                                             |                                                             |

| 9 czerwca 1938 18:00 | Kuba · Socorro 51' · Fernández 57' | 2:10:1 | Rumunia · 35' Dobay | Stade Chapou, Tuluza Widzów: 8000 Sędzia: Alfred Birlem |
|                      |                                    |        |                     |                                                         |

## Ćwierćfinały
| 12 czerwca 1938 17:00 | Węgry · Sárosi 40' · Zsengellér 89' | 2:01:0 | Szwajcaria | Stade Victor Boucquey, Lille Widzów: 15 000 Sędzia: Rinaldo Barlassina |
|                       |                                     |        |            |                                                                        |

| 12 czerwca 1938 18:00 | Szwecja · Keller 9', 80', 80' · Wetterström 32', 37', 44' · Nyberg 84' · Andersson 90' | 8:04:0 | Kuba | Stade du Fort Carré, Antibes Widzów: 7000 Sędzia: Augustin Krist |
|                       |                                                                                        |        |      |                                                                  |

| 12 czerwca 1938 18:00 | Francja · Heisserer 10' | 1:31:1 | Włochy · 9' Colaussi · 51', 72' Piola | Stade Olympique de Colombes, Paryż Widzów: 58 455 Sędzia: Luis Baert |
|                       |                         |        |                                       |                                                                      |

| 12 czerwca 1938 18:00 | Brazylia · Leônidas 30'          | 1:1 (dog.)1:0 | Czechosłowacja · 65' (k) Nejedlý | Parc Lescure, Bordeaux Widzów: 22 021 Sędzia: Pal von Hertzka |
|                       | kartki: · Zeze 14' · Machado 89' |               | kartki: · 89' Riha               |                                                               |

### Mecz powtórzony
| 14 czerwca 1938 17:00 | Brazylia · Leônidas 57' · Roberto 62' | 2:10:1raport | Czechosłowacja · 25' Kopecký | Parc Lescure, Bordeaux Widzów: 18 141 Sędzia: George Capdeville |
|                       |                                       |              |                              |                                                                 |

## Półfinały
| 16 czerwca 1938 18:00 | Węgry · Jacobsson 19' (sam.) · Titkos 37' · Zsengellér 39', 85' · Sárosi | 5:13:1 | Szwecja · 1' Nyberg | Parc des Princes, Paryż Widzów: 20 000 Sędzia: Lucien le Clerq |
|                       |                                                                          |        |                     |                                                                |

| 16 czerwca 1938 18:00 | Włochy · Colaussi 55' · Meazza 60' (k) | 2:10:0 | Brazylia · 87' Romeu | Stade Vélodrome, Marsylia Widzów: 33 000 Sędzia: Hans Wüthrich |
|                       |                                        |        |                      |                                                                |

## Mecz o 3. miejsce
| 19 czerwca 1938 17:00 | Brazylia · Romeu 44' · Leônidas 63', 74' · Perácio 80' | 4:21:2 | Szwecja · 28' Jonasson · 38' Nyberg | Parc Lescure, Bordeaux Widzów: 12 000 Sędzia: Jan Langenus |
|                       |                                                        |        |                                     |                                                            |

Składy
Brazylia: Batatais – Domingos, Machado – Zeze Procopio, Brandao, Alfonsinho – Roberto, Leonidas (k), Peracio, Romeu, Patesko

Szwecja: Abrahamsson – Eriksson, Nilsson – Almgren, Linderholm, Svanstrom (k) – Persson, Ake Andersson, Harry Andersson, Jonasson, Nyberg

## Finał
| 19 czerwca 1938 17:00 | Włochy · Colaussi 6', 35' · Piola 16', 82' | 4:23:1 | Węgry · 8' Titkos · 70' Sárosi | Stade Olympique de Colombes, Paryż Widzów: 45 000 Sędzia: George Capdevile |
|                       |                                            |        |                                |                                                                            |

Składy
Włochy: Olivieri – Foni, Rava – Serantoni, Andreolo, Locatelli – Biavati, Meazza (k), Piola, Ferrari, Colaussi

Węgry: Szabó – Polgar, Biró – Szalay, Szucs, Lazar – Sas, Vincze, Sarosi (k), Zsengeller, Titkos

## Strzelcy
- 7 goli:
  - Leonidas da Silva (Brazylia)

- 5 goli:
  - Sarosi (Węgry)
  - Zsengeller (Węgry)
  - Piola (Włochy)

- 4 gole:
  - Colaussi (Włochy)
  - Wilimowski (Polska)

- 3 gole:
  - Peracio (Brazylia)
  - Romeu (Brazylia)
  - Abegglen (Szwajcaria)
  - H.Andersson (Szwecja)
  - Nyberg (Szwecja)
  - Wetterstroom (Szwecja)

- 2 gole:
  - Magrina (Kuba)
  - Socorro (Kuba)
  - Nejedly (Czechy)
  - Nicolas (Francja)
  - Titkos (Węgry)
  - Dobay (Rumunia)

- 1 gol:
  - Isemborghs (Belgia)
  - Roberto (Brazylia)
  - Fernandez (Kuba)
  - Kopecky (Czechy)
  - Kostalek (Czechy)
  - Zeman (Czechy)
  - Heisserer (Francja)
  - Veinante (Francja)
  - Gauchel (Niemcy)
  - Hahnemann (Niemcy)
  - Kohut (Węgry)
  - Toldi (Węgry)
  - Ferrari (Włochy)
  - Meazza (Włochy)
  - Brustad (Norwegia)
  - Scherfke (Polska)
  - Baratky (Rumunia)
  - Covaci (Rumunia)
  - Bickel (Szwajcaria)
  - Walaschek (Szwajcaria)
  - Jonasson (Szwecja)
  - Keller (Szwecja)

- Gole samobójcze:
  - Jacobssen (Szwecja) dla Węgier
  - Lortscher (Szwajcaria) dla Niemiec